# Tapalqué (Buenos Aires)
Tapalqué is een plaats in het Argentijnse bestuurlijke gebied Tapalqué in de provincie Buenos Aires. De plaats telt 6.605 inwoners.